# Durrenbach
Durrenbach es una localidad y comuna francesa, situada en el departamento de Bajo Rin en la región de Alsacia. Tiene una población de 1.001 habitantes y una densidad de 189 h/km².